# Jandowae
Jandowae (784 habitants) est un village d'Australie, situé dans l'État du Queensland à 259 km à l'ouest de Brisbane.